# San Andrés del Rabanedo
San Andrés del Rabanedo – gmina w Hiszpanii, w prowincji León, w Kastylii i León, o powierzchni 64,84 km². W 2011 roku gmina liczyła 31 742 mieszkańców.